# عشق و بخشش (فیلم)
عشق و بخشش (انگلیسی: Love & Mercy (film)) فیلمی در ژانر زندگینامه‌ای و موزیکال است که در سال ۲۰۱۴ منتشر شد.
این فیلم را که بیل پُلاد کارگردانی کرده دربارهٔ زندگی برایان ویلسون خواننده، نوازنده و مؤسس گروه موسیقی بیچ بویز است. فیلم، به صورت موازی دو بخش از زندگی ویلسون یکی در دهه ۱۹۶۰ و دیگری در دهه ۱۹۸۰ میلادی را روایت می‌کند. نام فیلم از یکی از ترانه‌های برایان ویلسون گرفته شده‌است.

## بازیگران
- برت داورن
- الیزابت بنکس
- گراهام راجرز
- جان کیوساک
- کنی ورمالد
- پل دانو
- پل جیاماتی
- بیل کمپ